# Nat Geo Wild

Nat Geo Wild je specijalizirani televizijski kanal i sestrinski kanal National Geographic Channela. U vlasništvu je National Geographic Societyja, koji je pak dio velike grupacije News Corporationa.
Počeo je s emitiranjem 2006. godine u Hong Kongu i Singapuru, nakon čega se proširio i na druge kontinente. Sve emisije su u potpunosti posvećene divljini, životinjskom svijetu i najsmrtonosnijim grabežljivcima koji njime vladaju.
U Hrvatskoj se emitira pan-europska verzija koja je lokalizirana na hrvatski jezik putem podnapisa.
Kanal je dostupan kod triju najvećih hrvatskih televizijskih platformi: MAXtv-a, B.net-a i Evo TV-a.
Od 6. veljače 2010. dostupna je i HD verzija ovog kanala.

## Vanjske poveznice
- Službene stranice nat Geo Wild UK (engl.)
- Službene stranice National Geographic Channel na hrvatskom